# We No Speak Americano
"We No Speak Americano"(위 노 스피크 아메리카노)는 오스트레일리아 2인조 Yolanda Be Cool과 프로듀서 DCUP의 노래이다. 독립 오스트레일리아 레이블 Sweat It Out에서 2010년 2월 27일 발매하였다. 1956년 레나토 카로소네와 니콜라 살레르노가 작곡하고 카로소네가 부른 이탈리아 노래 Tu Vuò Fà L'Americano를 샘플링하였다. 특히 이 노래는 유럽과 호주 그리고 중남미에서 히트를 쳤고 그 뿐만 아니라 미국과 캐나다에서도 엄청난 대박을 쳤다. 또한 2010년 4월 10일 미국에서 열린 '베스트 댄스 릴리즈'상을 수상했다. 2011년 4월 10일 집계결과 미국에서 1백만장 이상의 디지털 앨범이 판매되었다.
그리고 이 노래는 2012년 마다가스카3 : 이번엔 서커스다., 2013년 그레이트 뷰티의 사운드 트랙에 실렸다. 그리고 2011년 드라마 시티헌터의 2화에 또 비디오 게임인 줌바 피트니스와 저스트 댄스' 4에 이 노래가 사용되었다.
We No Speak Americano'는 이후 쿠바계 미국인 래퍼인 핏불이 Bon, Bon이라는 곡으로 스페인어로 번안하여 리메이크를 했고 욜란다 비쿨과 디컵이 이 노래의 프로듀싱을 받았다. 그리고 2012년 런던올림픽에서 미국의 체조선수인 가비 더글라스가 금메달을 딸 때 이 곡을 피날레 곡으로 사용했다.

## 뮤직비디오
감독은 앤디 하이튼이며 내용은 이탈리아계 미국인이 미국에서 겪는 일을 무성영화처럼 구성하였다.

## 인증
| 국가                                                                                         | 인증        | 판매량/출하량 |
| -------------------------------------------------------------------------------------------- | ----------- | ------------- |
| 오스트레일리아 (ARIA)                                                                        | 2× 플래티넘 | 140,000^      |
| 벨기에 (BEA)                                                                                 | 플래티넘    | 30,000*       |
| 덴마크 (IFPI Danmark)                                                                        | 플래티넘    | 30,000^       |
| 독일 (BVMI)                                                                                  | 2× 플래티넘 | 600,000^      |
| 이탈리아 (FIMI)                                                                              | 플래티넘    | 30,000*       |
| 뉴질랜드 (RMNZ)                                                                              | 플래티넘    | 15,000*       |
| 노르웨이 (IFPI 노르웨이)                                                                     | 5× 플래티넘 | 50,000*       |
| 러시아 (NFPF)                                                                                | 2× 플래티넘 |               |
| 스페인 (PROMUSICAE)                                                                          | 3× 플래티넘 | 120,000^      |
| 스웨덴 (GLF)                                                                                 | 6× 플래티넘 | 240,000       |
| 스위스 (IFPI 스위스)                                                                         | 골드        | 15,000^       |
| 영국 (BPI)                                                                                   | 플래티넘    | 600,000^      |
| 미국 (RIAA)                                                                                  | 플래티넘    | 1,000,000*    |
| *판매량을 기반으로 한 인증 · ^출하량을 기반으로 한 인증 · 판매량+스트리밍을 기반으로 한 인증 |             |               |